# 巴伊亞猩紅食鳥蛛
巴伊亞猩紅食鳥蛛（學名：Lasiodora klugi）原產於巴西巴伊亞州熱帶雨林。
適應溫度在26~28℃，溼度75%，成體展足可達20~22cm。在巴伊亞猩紅食鳥蛛的腹部帶有暗紅色的毛，且體型還大於另一種稱為所羅門食鳥蛛的大型蜘蛛。